# 154-я отдельная бригада подводных лодок
154-я отдельная Севастопольская Краснознамённая бригада подводных лодок (сокращённо: 154-я БрПЛ) — соединение Подводных сил Черноморского флота, существовавшее в период с 1951 по 1960 годы.

## История соединения
Бригада была сформирована в марте 1951 года на базе управления 1-го отдельного дивизиона подводных лодок Черноморского флота, базировалась на Туапсе. В сентябре 1956 года перебазирована из порта Туапсе в Феодосию. В декабре 1960 года бригада была переформирована в 381-й отдельный дивизион и подчинена 155-й отдельной Констанцской бригаде подводных лодок.

## Командный состав

### Командиры
- контр-адмирал Парамошкин Павел Иванович (май 1951 — ноябрь 1953);
- капитан 1-го ранга Головко Владимир Иванович (январь 1954—1956);
- капитан 1-го ранга Кучер Аркадий Терентьевич (1956—1957);
- капитан 1-го ранга Рыбалко Леонид Филиппович (1957—1960).

### Начальники штаба
- Школенко Николай Филиппович (1951—1952);
- Коваленко Георгий Данилович (1952—1953);
- Лукьянов Фёдор Иванович (1953—1955).